# سيمون كيث
سيمون كيث (25 مايو 1965 في المملكة المتحدة - ) هو لاعب كرة قدم كندي في مركز الهجوم. لعب مع Montreal Supra ‏ وCleveland Crunch ‏ وVictoria Vistas ‏ وWinnipeg Fury ‏.